# Rio Brígida
O Rio Brígida é um curso d'água que banha o estado de Pernambuco. Nasce na Chapada do Araripe no município de Exu e deságua no Rio São Francisco no município de Orocó.
A área de sua Bacia hidrográfica mede 13.495,73 km², o que corresponde a 13,73% da superfície total do Estado.
A Bacia do rio Brígida abrange um total de 15 municípios, dentre os quais oito estão totalmente inseridos na bacia: Araripina, Exu, Bodocó, Granito, Ipubi, Moreilândia, Ouricuri e Trindade. Os outros municípios são: Cabrobó, Orocó, Parnamirim, Santa Maria da Boa Vista, Santa Cruz, Santa Filomena e Serrita.